# Ivan Pelizzoli
Ivan Pelizzoli (Bérgamo, Italia, 18 de noviembre de 1980), futbolista italiano. Juega de portero y su actual equipo es el Pescara de la Serie B de Italia.

## Selección nacional
Ha sido internacional con la Selección de fútbol de Italia, ha jugado 2 partidos internacionales.

### Participaciones en Juegos Olímpicos
| Mundial                         | Sede   | Resultado    |
| ------------------------------- | ------ | ------------ |
| Juegos Olímpicos de Atenas 2004 | Grecia | Tercer lugar |

## Clubes
| Club                      | País   | Año       |
| ------------------------- | ------ | --------- |
| US Triestina              | Italia | 1999-2000 |
| Atalanta BC               | Italia | 2000-2005 |
| AS Roma                   | Italia | 2001-2005 |
| Reggina Calcio            | Italia | 2005-2007 |
| Lokomotiv Moscú           | Rusia  | 2007-2009 |
| Unione Calcio AlbinoLeffe | Italia | 2009-2010 |
| Cagliari Calcio           | Italia | 2010-2011 |
| Calcio Padova             | Italia | 2011-2012 |
| Pescara Calcio            | Italia | 2012-     |

- Datos: Q462836
- Multimedia: Ivan Pelizzoli / Q462836